# Сточек-Луковський
Сто́чек-Луко́вський (пол. Stoczek Łukowski) — місто в східній Польщі, на річці Свідер.
Належить до Луківського повіту Люблінського воєводства.

## Демографія
Демографічна структура станом на 31 березня 2011 року:
|          | Загалом | Допрацездатний вік | Працездатний вік | Постпрацездатний вік |
| -------- | ------- | ------------------ | ---------------- | -------------------- |
| Чоловіки | 1338    | 298                | 910              | 130                  |
| Жінки    | 1401    | 264                | 824              | 313                  |
| Разом    | 2739    | 562                | 1734             | 443                  |